# إبراهيم بن شيبان القرميسيني
أَبُو إِسْحَاق إِبْرَاهِيم بن شَيبَان القِرميسيني، أحد علماء أهل السنة والجماعة ومن أعلام التصوف السني في القرن الرابع الهجري، وصفه أبو عبد الرحمن السلمي بأنّه: «شيخ الْجَبَل فِي وقته، لَهُ مقامات فِي الْوَرع وَالتَّقوى يعجز عَنْهَا الْخلق إِلَّا مثله، وَكَانَ شَدِيداً على المدّعين متمسكاً بِالْكتاب وَالسّنة لَازِماً لطريقة الْمَشَايِخ وَالْأَئِمَّة»، وقال عنه عبد الله بن محمد بن منازل: «إِبْرَاهِيم حجَّة الله تَعَالَى على الْفُقَرَاء وَأهل الْآدَاب والمعاملات»، سافر ومرّ بمعان (حالياً في الأردن)، وعاش في "قِرميسين" (بلدة بجبال إيران)، وتُوفي فيها سنة 330 هـ، وقيل سنة 337 هـ.

## شيوخه وتلاميذه
حدّث عن علي بن الحسن بن أبي عنبر، وصحب أَبَا عبد الله المغربي وَإِبْرَاهِيم الْخَواص. وروى عنه أبو زيد محمد بن أحمد المَروزي، والحسن بن إبراهيم القرميسيني، ومحمد بن عبد الله بن شاذان الرازي، وعبد الرحمن بن عبد الله الدقاق، ومحمد بن محمد بن ثَوابة.

## من أقواله
- الخوف إذا سكن القلب أحرق مواضع الشهوات فيه، وطرد عنه رغبة الدنيا.[4]
- أفضل أعمال العباد حفظ أوقاتهم، وهو أن لا يقصروا في أمره ولا يتجاوزوا عن حده.[5]
- العارف من جعل قلبه لمولاه وجسده لخلقه وأفضل ما يلقى بع العبد ربه نصيحة من قلبه، وتوبة من ذنوبه.[5]
- إن التوكل سر بين العبد وربه، فلا ينبغي أن يطلع على ذلك السر أحد.[6]